# Мыс Шельтинга
Мыс Шельтинга — мыс на восточном побережье Сахалина, в 6,5 км к северу от устья р. Нерпичья, в Поронайском районе Сахалинской области. Ближайший населенный пункт — пос. Трудовое располагается в 44 км к ЮЗ от мыса. Назван в честь мичмана Алексея Шельтинга, участника 2-й камчатской экспедиции Беринга, составившего в 1742 году первое описание восточного побережья Сахалина.